# 보이지 않아
《보이지 않아》는 2023년에 개봉 예정인 대한민국의 영화이다.

## 캐스팅
메리골드
- 한승윤 : 케빈 역
- 이노아 : 서윤 역
- 정혜인 : 화정 역
- 오상무 : 사진작가 역
- 이지환 : 광고주 역
- 추성민 : 광고 부하직원 역
- 지명환 : 광고 보조스탭 역
- 조혜리 : 광고 의상팀 / 레스토랑 직원 역
- 윤소담 : 광고 분장팀 역
- 박채이 : 솔이 역
- 박숙명 : 서윤 엄마 역
- 채치웅 : 공업사 직원 역

타임캡슐
- 박호산 : 용기 역
- 신애라 : 지윤 역
- 이용녀 : 화선할매 역
- 추종경 : 김 부장 (사진) 역
- 정형석 : 전무 역
- 이신성 : 헤드헌터 역
- 박하랑 : 지아 역
- 전혜연 : 예지선생님 역
- 권세은 : 린 역
- 오영은 : 전시회 직원 역
- 서정민 : 구조대원 역
- 김건우 : 의사 역
- 추지혜 : 간호사 역

박하사탕
- 백수련 : 봄이할머니 역
- 정선수 : 근배 역
- 이상훈 : 상욱 역
- 이경재 : 봄이 할아버지 (사진) 역
- 전석미 : 자리다툼 상인 역
- 박원빈 : 조카사위 역
- 오지혜 : 여PD 역
- 천창훈 : 자전거포 사장 역
- 김성곤 : 트럭운전사 역
- 이장원 : 바사장 역